# Научный атеизм
Научный атеизм — система взглядов, отрицающая реальность сверхъестественного, включая божеств или бога, и рассматривающая науку как единственный способ познания. В сфере понимания реальности отрицается любой компромисс с религиозным мировоззрением. Сфера науки ограничивается физическим миром, но утверждается, что другой вариации мира не существует, а «духовный» мир считается иллюзией. Научный атеизм отличает свою систему взглядов от религиозной веры и рассматривает её как основанную на достижениях науки и потенциально опровержимую. Вопрос существования бога и других сверхъестественных существ, явлений и сил рассматривается не как истина или догма, а как гипотеза, уступающая научным теориям, поскольку она не имеет научных подтверждений. Наряду с гуманистическим и политическим атеизмом научный атеизм является разновидностью теоретического атеизма.
В узком значении — социальный, культурный и идеологический проатеистический проект в Советском Союзе и в других странах в пределах его сферы влияния. В этом значении научный атеизм понимается как «экстремальный вариант секуляризации»; «особенность идеологически ангажированной науки о религии»; «новая форма сциентизма, сменившая воинствующий атеизм раннего советского периода».
Являясь неотъемлемой частью марксистско-ленинского мировоззрения, научный атеизм основан на взгляде на мир и человека в рамках диалектического и исторического материализма. Будучи философской наукой, научный атеизм исходит из основных положений диалектического и исторического материализма как в объяснении происхождения религии, так и в научной критике религии. Классики марксизма и большая группа советских философов не рассматривали атеизм как самостоятельное, отдельное от материализма учение, однако в послесталинский период «научный атеизм» был объявлен «единственно правильным учением», стал отдельной философской дисциплиной и самостоятельной наукой со собственными предметом исследования и проблемным полем.

## История

### В странах Западной Европы
Понятие «научный атеизм» употреблялось по крайней мере с начала XIX века. Научный атеизм сформировался в XIX веке и был основан на естественных науках, дарвинизме и рационализме эпохе Просвещения.
Зарождение марксистско-ленинского атеизма в его понимании в СССР связано с развитием немецкой философии Гегеля и Людвига Фейербаха.
Фейербах утверждал, что религия осуществляет власть над человеческим разумом посредством обмана и нагнетания страха перед мистическими силами Небес, и считал, что религиозные смыслы должны быть интеллектуально и эмоционально разрушены, все прежние религиозные институты и религиозные сооружения должны быть уничтожены в настоящем и искоренены из памяти грядущих поколений, чтобы они никогда не смогли вернуть себе власть над сознанием людей. Он считал, что религиозный «обман» не достоин никакого компромисса или терпимости. Освобождение внутреннего человеческого достоинства от господства иллюзорных образов человеческого разума в форме религиозных верований, по мнению Фейербаха, может быть достигнуто только в том случае, если традиционная вера будет беспощадно уничтожена более достойной и гуманизирующей интеллектуальной системой.
Молодой Карл Маркс был очарован «гуманистическим интересом» Фейербаха и безоговорочно принял открытый бунт Фейербаха против могущественной традиции христианства как интеллектуальное откровение. В самом начале своей карьеры Маркс начал считать, что высшие цели человечества оправдывают любой радикализм, не только интеллектуальный, но также социальный и политический. Отвергая всю религиозную мысль, Маркс считал вклад религии на протяжении веков несущественным и не имеющим отношения к будущему человечества. Автономия человечества от царства сверхъестественных сил рассматривалась Марксом как аксиоматическая онтологическая истина, разрабатывавшаяся с древнейших времен, и он считал её имеющей ещё более почтенную традицию, чем христианство. Маркс считал, что религия была захвачена правящими классами и постепенно она превратилась в инструмент интеллектуального и эмоционального контроля над массами; как таковая религия — это опиум (наркотик), который даёт эмоциональный выход из реального мира.

### В марксизме-ленинизме
Главным источником философского образования Ленина были сочинения Маркса и Энгельса. Однако его взгляды развивались в уникальном культурном контексте России и находились под существенным влиянием её интеллектуальных традиций. Ленин сделал борьбу за атеизм непосредственной политической задачей партии. Он считал атеистическую пропаганду насущной необходимостью. Он был убеждён в фундаментальном аргументе воинствующего материализма и вышел далеко за рамки русской традиции политического теизма Белинского, Герцена и Писарева, став сторонником систематического, агрессивного и бескомпромиссного движения атеистической агитации, организованного и поддерживаемого партией. Он стал основателем целого института профессиональных атеистических пропагандистов, распространившегося после революции по всей стране и сыгравшего важную роль в наступлении на церкви и обращении верующих в «научно обоснованное» материалистическое мировоззрение коммунистов. Однозначно враждебное отношение Ленина к религии стало отличительной чертой большевистской версии атеизма. В сравнении с существенно более мягкими взглядами, популярными, например, в социал-демократической партии, большевистский атеизм не допускал никаких компромиссов с широко распространёнными религиозными взглядами и настроениями, даже если это означало отчуждение некоторых сочувствующих, левых, но верующих интеллектуалов, рабочих или крестьян.
В то же время Ленин утверждал, что, хотя традиционная религия концептуально неверна и идеологически ориентирована на интересы эксплуататорских классов, она все же культивирует в массах эмоции, моральные ценности и желания, которые революционеры должны перенять и манипулировать ими. Ленин считал позицию Луначарского, развивавшего идеи богостроительства, в высшей степени вредной, поскольку, по его мнению, она растворяла марксизм в мягком либеральном реформизме. Он считал, что такая позиция затемняет тот факт, что Церковь является служанкой государства, а религия всегда была инструментом идеологического подавления масс. Ленин пытался «разоблачить» программу богостроительства как опасный и совершенно ненужный компромисс с наиболее реакционными силами Российской империи. В этих обстоятельствах он обратился к воинствующему атеизму как к критерию искренности марксистских взглядов в качестве проверочного принципа. Ленин отказался допустить какой-либо компромисс в теоретическом наследии марксизма. Перед ним был пример отклонения Марксом идей Фейербаха о религии гуманности, но, кроме того, он был убежден, что в условиях сильного политического давления даже малейшее отклонение от принципов материализма и атеизма может перерасти в предательство дела коммунизма вообще.
Поскольку в рамках марксизма-ленинизма утверждалось, что Бога нет и понятие Бога есть лишь патологический индикатор отчуждения человека в аморальном обществе, философы марксизма-ленинизма не считали необходимым уделять много внимания ни доказательству этого небытия, ни опровержению доказательств обратного. Их позиция представляет собой комбинацию «социалистического безразличия» («религии в любом случае суждено исчезнуть») и «революционного активизма» («но партия требует, чтобы с религией боролись»), что демонстрирует способ аргументации. Выделялись три основных области доказательства и опровержения: via negativa включает из квазисистематического утверждения невозможности свойств и функций, традиционно приписываемых высшему существу, с довольно небрежным использованием околонаучных данных; via positiva — упрощенное изложение аргумента Фейербаха-Маркса об отчуждении; via negationis включает контрдоказательства, каждое из которых призвано опровергнуть одно из традиционных философских доказательств существования Бога.

### В СССР и странах восточной Европы
В СССР атеистическое воспитание рассматривалось как составная часть общей задачи построения коммунистического общества. Пропаганду атеизма Ленин включил как одно из звеньев в общую программу деятельности партии по свержению капитализма и строительству нового, социалистического общества. На XVII съезде ВКП(б) была принята резолюция «О постановке антирелигиозной агитации и пропаганды», где указывалось, что Октябрьская революция расшатала религиозные предрассудки. В 1920-е и 1930-е годы в СССР большую работу в области научного атеизма развернули П. А. Красиков, А. В. Луначарский, И. И. Скворцов-Степанов, Е. М. Ярославский. Но перелом в критике религиозного мировоззрения в СССР произошёл в 1950-е годы, особенно после постановления ЦК КПСС «Об ошибках в проведении научно-атеистической пропаганды среди населения».
Многие из прежних и часто тактических ограничений антирелигиозной позиции Коммунистической партии исчезли, и со временем исчезло различие, которое ранее проводил Ленин, между отношением к религии партии и государства, стало бессмысленным, поскольку структуры партии и структуры государства все чаще стали совпадать. Хотя первоначальная конституция РСФСР гарантировала свободу совести и включала право как на религиозную, так и на антирелигиозную пропаганду, на практике это означало свободу от религии, о чем свидетельствует декрет о провозглашении новой конституции, запретивший любое частное религиозное обучение для детей до восемнадцати лет; после этого Ленин приказал уничтожить всю религиозную литературу, которая была опубликована ранее. В сталинской конституции 1936 года положение о религиозной пропаганде было исключено.
Политическое положение Русской православной церкви, как и всех других религиозных групп в Советском Союзе, определялось двумя принципами, которые логически противоречат друг другу. С одной стороны, статья 124 Конституции СССР 1936 года гарантировала «свободу отправления религиозных культов». С другой стороны, Коммунистическая партия ни до, ни после 1917 года никогда не скрывала того факта, что она рассматривает «воинствующий атеизм» как неотъемлемую часть своей идеологии и не будет рассматривать религию как личное дело каждого. Поэтому она использовала «средства идеологического воздействия для воспитания людей в духе научного материализма и преодоления религиозных предрассудков». Целью КПСС, а тем самым и Советского государства, для которого партия была «руководящей силой», была постепенная ликвидация религиозных общин. Ко времени нападении Германии на Советский Союз в 1941 году в СССР около 40 тысяч христианских церквей и 25 тысяч мусульманских мечетей были закрыты и превращены в школы, кинотеатры, клубы, склады и зернохранилища или музеи научного атеизма.
В 1954—1964 годах в СССР для решения идейно-политических задач был создан концепт «научного атеизма». Понятие «научный атеизм» превратилось в концептуальную категорию с новым содержанием. Это понятие сформировало соответствующий дискурс и стало инструментом, который проводил социально значимые смыслы, применявшиеся в практике идеологического производства в период строительства советского социализма. Оказалось отвергнутым имевшее место в более ранней марксистской литературе понимание атеизма в качестве философской критики религии, которая опиралась на данные естественных наук и философский материализм и была связана с изучением исторических и современных форм религии. Это понимание атеизма перестало удовлетворять текущей политической повестке, определяемой новыми задачами строительства коммунизма.
Особая роль в создании идейной основы концепта «научного атеизма» в начале 1960-х годов принадлежит И. Д. Панцхаве, заведующему кафедрой истории и теории атеизма Московского государственного университета, а также секретарю ЦК КПСС Л. Ф. Ильичёву, главе Идеологической комиссии ЦК КПСС, которой на волне новой антирелигиозной кампании была инициирована разработка практических рекомендаций по атеистическому воспитанию населения. В числе этих рекомендаций присутствовала  необходимость сформировать теоретическое содержание научного атеизма в качестве самостоятельной философской дисциплины, которая направлена на решение актуальных политических задач.
Термин «научный атеизм» получил широкое распространение в СССР с 1954 года, когда он был использован в постановлениях ЦК КПСС «О крупных недостатках в научно-атеистической пропаганде и мерах её улучшения» и «Об ошибках в проведении научно-атеистической пропаганды среди населения». В 1959 году в программу всех высших учебных заведений СССР, включая университеты, был введён новый курс «Основы научного атеизма». Первоначально курс был добровольным, но из-за недостаточного количества обучающихся с 1964 года он стал обязательным для всех студентов. В 1964—1991 годах существовал Институт научного атеизма Академии общественных наук при ЦК КПСС.
Пропаганда в СССР утверждала, что марксистско-ленинский атеизм качественно отличается от атеизма домарксовского периода, что громадную роль в развитии научного атеизма сыграло открытие материалистического понимании истории, благодаря которому были впервые вскрыты материальные корни религии, её связь с господством эксплуататорских классов.
В 1990-х годах кафедры научного атеизма вузов были преобразованы в кафедры религиоведения.
Некоторые несоветские марксисты выступали против данной антирелигиозной позиции, а в некоторых формах марксистского мировоззрения, таких как теология освобождения в Латинской Америке, марксистско-ленинский атеизм был полностью отвергнут.

### «Новый атеизм»
Новый атеизм представляет собой популярное интеллектуальное движение, стремящееся возродить традицию научного атеизма в ответ на ряд тенденций развития общества позднего Нового времени. Эта атеистическая мысль восходит к сциентизму и нарративу прогресса и Просвещения, авторитет которого опирается на достижения эволюционной биологии. Новый атеизм критикует социальные науки как релятивистские и предлагает заменить их эволюционной психологией и нейронауками. Движение стремится найти научную основу для противостояния религии и её влиянию на общество. Движение связано с именами таких авторов, как Ричард Докинз, Дэниел Деннет, Сэм Харрис, Кристофер Хитченс и Виктор Стенджер.
Новый атеизм обычно рассматривается как ответ на религиозный фундаментализм. Кроме того, он является реакцией на предполагаемое ослабление универсалистских стандартов знания и морали во всё более плюралистической западной культурной среде. Появление и успех движения находят объяснение в контексте двух крупных событий, растущей напряженности между Западом и исламским миром и растущим влиянием христианских правых в американской политике при администрации Джорджа Буша-младшего. Глобальное значение этих событий и их предполагаемая угроза принципам разума и научности эпохи Просвещения вдохновили это движение на масштабную критику религии.
Атеизм получил новую популярность на Западе благодаря большому числу бестселлеров и растущему членству в секуляристских и рационалистических организациях.

## Методология и аргументация
Питер Эткинс писал, что, вопреки мнению, согласно которому сфера науки ограничена «физическим миром», а религия имеет дело с «духовным», в рамках научного атеизма также считается, что сферой науки является физический мир, но другой разновидности мира не существует, а «духовное» — это иллюзия, порождённая физически существующим человеческим мозгом.
Религиовед И. А. Крывелёв отмечал, что данные естественных наук противоречат представлениям о происхождении и устройстве мира, принятым в большинстве религий. Так, возраст Земли, вычисленный креационистами на основе Библии (менее 10000 лет), не соответствует научным данным (около 4,6 млрд лет). Важнейшей основой научной аргументации атеизма является эволюционное учение, которое не требует наличия какого-либо «высшего разума» для объяснения возникновения и развития жизни на Земле. Важное значение имеет также объяснение психических явлений исключительно на основе физиологии без привлечения сверхъестественных понятий, таких, например, как душа. Данные исторических наук и религиоведения раскрывают эволюционную историю религий и указывают на то, что их священные тексты созданы людьми и менялись на протяжении истории народов, исповедовавших эти религии.